# Base duale
In matematica, e più precisamente in algebra lineare, la base duale è una particolare base costruita a partire da una base data. Il concetto di base duale è utile nello studio dello spazio duale e dei tensori.

## Definizione
Dato uno spazio vettoriale {\displaystyle V} su campo {\displaystyle K} di dimensione finita {\displaystyle n}, lo spazio duale {\displaystyle V^{*}} è l'insieme di tutte le applicazioni lineari da {\displaystyle V} in {\displaystyle K}. 
Fissata per {\displaystyle V} una base {\displaystyle ({\textbf {e}}_{1},\ldots ,{\textbf {e}}_{n})}, la base duale {\displaystyle ({\textbf {e}}^{1},\ldots ,{\textbf {e}}^{n})} è una base di {\displaystyle V^{*}} univocamente determinata dalle seguenti relazioni:
{\displaystyle {\textbf {e}}^{i}({\textbf {e}}_{j})=\delta _{ij},}
dove {\displaystyle \delta _{ij}} è la delta di Kronecker.

## Proprietà della base duale

### Effetto su un vettore
Ogni vettore {\displaystyle {\textbf {v}}} di {\displaystyle V} può essere espresso in modo univoco come combinazione lineare degli elementi della base:
{\displaystyle {\textbf {v}}=\sum _{i=1}^{n}v^{i}{\textbf {e}}_{i}=v^{i}{\textbf {e}}_{i},}
dove l'ultima notazione è quella cosiddetta di Einstein.
Il risultato dell'applicazione di {\displaystyle {\textbf {e}}^{i}} su {\displaystyle {\textbf {v}}} è il seguente:
{\displaystyle {\textbf {e}}^{i}({\textbf {v}})={\textbf {e}}^{i}\left(\sum _{k=1}^{n}v^{k}{\textbf {e}}_{k}\right)=\sum _{k=1}^{n}v^{k}\delta _{ik}=v^{i}.}
Quindi {\displaystyle {\textbf {e}}^{i}} è l'applicazione che "estrae" da un vettore {\displaystyle {\textbf {v}}} la {\displaystyle i}-ma componente {\displaystyle v^{i}} delle sue coordinate rispetto alla base. Tale applicazione è a volte chiamata proiettore: può infatti essere interpretata come una proiezione sulla retta generata da {\displaystyle {\textbf {e}}_{i}}.

### Coordinate rispetto alla base duale
Sia {\displaystyle f} un generico elemento di {\displaystyle V^{*}}, cioè una applicazione lineare {\displaystyle f} da {\displaystyle V} a {\displaystyle K}. Applicata su un vettore 
{\displaystyle {\textbf {v}}=\sum _{i=1}^{n}v^{i}{\textbf {e}}_{i}=v^{i}{\textbf {e}}_{i}}
produce la relazione:
{\displaystyle f({\textbf {v}})=\sum _{i=1}^{n}v^{i}f({\textbf {e}}_{i})=v^{i}f({\textbf {e}}_{i}).}
L'applicazione {\displaystyle f} è quindi univocamente definita da come agisce sugli elementi della base di {\displaystyle V}. D'altra parte la {\displaystyle f} trasforma un vettore in un elemento del campo {\displaystyle K}, per cui la {\displaystyle f} è definita dagli {\displaystyle n} "numeri":
{\displaystyle f_{i}=f({\textbf {e}}_{i}).}
Di conseguenza, la {\displaystyle f} è ottenuta come combinazione lineare degli {\displaystyle {\textbf {e}}^{i}}:
{\displaystyle f=\sum _{i=1}^{n}f_{i}{\textbf {e}}^{i}=f_{i}{\textbf {e}}^{i}.}
Infatti vale la relazione:
{\displaystyle f({\textbf {v}})=\sum _{i=1}^{n}f_{i}{\textbf {e}}^{i}({\textbf {v}})=\sum _{i=1}^{n}f_{i}v^{i}=f_{i}v^{i}.}
Ogni applicazione {\displaystyle f} in {\displaystyle V^{*}} può essere quindi espressa in modo univoco come combinazione lineare delle applicazioni {\displaystyle {\textbf {e}}^{i}}, e pertanto:
- {\displaystyle ({\textbf {e}}^{1},\ldots ,{\textbf {e}}^{n})} è effettivamente una base di {\displaystyle V^{*}}, che ha quindi dimensione {\displaystyle n};
- le {\displaystyle f_{i}} sono le coordinate di {\displaystyle f} rispetto a tale base.

## Dualità delle basi e degli spazi

### Dualità delle basi
Le basi di {\displaystyle V} e {\displaystyle V^{*}} presentano la seguente simmetria:
- applicando {\displaystyle {\textbf {e}}^{i}} a un vettore {\displaystyle {\textbf {v}}} si ottiene la i-esima componente di {\displaystyle {\textbf {v}}} rispetto alla base {\displaystyle ({\textbf {e}}_{1},\ldots ,{\textbf {e}}_{n})} di {\displaystyle V}:

{\displaystyle {\textbf {e}}^{i}({\textbf {v}})=v^{i};}
- applicando una applicazione {\displaystyle f} a {\displaystyle {\textbf {e}}_{i}} si ottiene la i-esima componente di {\displaystyle f} rispetto alla base {\displaystyle ({\textbf {e}}^{1},\ldots ,{\textbf {e}}^{n})} di {\displaystyle V^{*}}:

{\displaystyle f({\textbf {e}}_{i})=f_{i}.}
Le due relazioni esprimono una "dualità" delle due basi.

### Dualità degli spazi
Un altro modo per esprimere questa dualità si ottiene considerando lo spazio duale di {\displaystyle V^{*}}, detto anche spazio biduale di {\displaystyle V}, che si indica con {\displaystyle V^{**}} ed è costituito dall'insieme di tutte le applicazioni lineari su {\displaystyle V^{*}}. Poiché {\displaystyle V^{*}}, come si è visto, è uno spazio vettoriale di dimensione {\displaystyle n}, anche {\displaystyle V^{**}} lo è.
Ora risulta cruciale osservare che ogni elemento di {\displaystyle V^{**}} resta "naturalmente" associato ad un vettore di {\displaystyle V}. Infatti, è possibile associare ad un vettore {\displaystyle {\textbf {v}}} di {\displaystyle V} l'applicazione {\displaystyle F_{v}} di {\displaystyle V^{**}} che agendo sull'applicazione {\displaystyle f} produce lo stesso scalare che produce {\displaystyle f} agendo su {\displaystyle {\textbf {v}}}:
{\displaystyle F_{v}(f)=f({\bar {\textbf {v}}}).}
L'applicazione da {\displaystyle V} in {\displaystyle V^{**}} definita da
{\displaystyle {\textbf {v}}\mapsto F_{v}}
è un isomorfismo canonico, che non dipende cioè dalla scelta delle basi. Gli spazi {\displaystyle V} e {\displaystyle V^{**}} sono quindi naturalmente identificati. Analogamente, gli spazi {\displaystyle V^{*}} e {\displaystyle V^{***}} sono naturalmente identificati.
Questa dualità fra spazi riflette quella fra le basi: la base duale di {\displaystyle ({\textbf {e}}^{1},\ldots ,{\textbf {e}}^{n})} è effettivamente {\displaystyle (F_{e_{1}},\ldots ,F_{e_{n}})}. Infatti:
{\displaystyle F_{e_{i}}(f)=f({\textbf {e}}_{i})=f_{i}.}

### Applicazioni bilineari
La dualità può essere espressa in modo più evidente interpretando l'applicazione di un funzionale {\displaystyle f} ad un vettore {\displaystyle {\textbf {v}}} - che fino ad ora abbiamo scritto come {\displaystyle f({\textbf {v}})} mettendo in evidenza che {\displaystyle f} è una applicazione da {\displaystyle V} a {\displaystyle K} - come una applicazione bilineare da {\displaystyle V^{*}\times V} a {\displaystyle K}, definita nel modo seguente:
{\displaystyle \langle ,\rangle :V^{*}\times V\to K}
{\displaystyle \langle f,{\textbf {v}}\rangle =f({\textbf {v}})=F_{v}(f).}
L'applicazione bilineare associa ad ogni coppia di elementi di {\displaystyle V^{*}} e di {\displaystyle V} uno scalare. L'operazione {\displaystyle \langle f,{\textbf {v}}\rangle } può essere intesa in duplice senso: come una applicazione {\displaystyle f} che agisce su un vettore {\displaystyle {\textbf {v}}} o come un vettore {\displaystyle {\textbf {v}}} (anzi, {\displaystyle F_{v}}) che agisce su una applicazione {\displaystyle f}.
Così facendo le dualità degli spazi e delle basi possono essere espresse in forma "simmetrica" e sintetica nel modo seguente:
{\displaystyle \langle {\textbf {e}}^{i},{\textbf {v}}\rangle =v^{i},\qquad \langle f,{\textbf {e}}_{i}\rangle =f_{i}.}
In particolare se tali relazioni si applicano agli elementi delle due basi, si ottiene la relazione originaria:
{\displaystyle \langle {\textbf {e}}^{i},{\textbf {e}}_{j}\rangle =\delta _{ij}.}

## Identificazione diVeV*
In matematica, un isomorfismo è naturale se la sua costruzione è univoca, non dipende cioè da nessuna scelta. Come visto sopra, esiste un isomorfismo naturale fra {\displaystyle V} e {\displaystyle V^{**}}. Invece in generale non esiste un modo altrettanto naturale di associare gli elementi di {\displaystyle V} a quelli di {\displaystyle V^{*}}. Trattandosi di spazi aventi le stesse dimensioni, esiste (per il teorema della dimensione) un isomorfismo fra questi: tuttavia questo isomorfismo, per essere determinato concretamente, dovrà fare riferimento a qualche scelta determinante. La scelta può consistere nella costruzione di una base o di un prodotto scalare per {\displaystyle V}.

### Isomorfismo tramite scelta di base
Un isomorfismo tra {\displaystyle V} e {\displaystyle V^{*}} può essere costruito a partire da una base {\displaystyle ({\textbf {e}}_{1},\ldots ,{\textbf {e}}_{n})} per {\displaystyle V}. Questa determina una base duale {\displaystyle {\textbf {e}}^{1},\ldots ,{\textbf {e}}^{n}}, e l'isomorfismo fra {\displaystyle V} e {\displaystyle V^{*}} associa al vettore {\displaystyle {\textbf {v}}} avente componenti {\displaystyle v^{i}} l'applicazione {\displaystyle f} avente uguali componenti {\displaystyle f_{i}=v^{i}} rispetto a {\displaystyle {\textbf {e}}^{i}}. 
Prendendo un'altra base di partenza, l'applicazione associata a {\displaystyle {\textbf {v}}} non è però più necessariamente la stessa {\displaystyle f}: in questo senso, l'isomorfismo non è naturale. 

### Isomorfismo tramite prodotto scalare
È possibile definire un isomorfismo tra {\displaystyle V} e {\displaystyle V^{*}} a partire da un prodotto scalare per {\displaystyle V}, cioè una particolare applicazione bilineare:
{\displaystyle \langle ,\rangle \colon V\times V\to K}
{\displaystyle \langle ,\rangle \colon ({\textbf {w}},{\textbf {v}})\to \langle {\textbf {w}},{\textbf {v}}\rangle .}
Grazie a questo prodotto scalare è possibile associare ad un vettore {\displaystyle {\textbf {w}}} di {\displaystyle V} l'applicazione {\displaystyle f_{w}} tale che:
{\displaystyle f_{w}({\textbf {v}})=\langle {\textbf {w}},{\textbf {v}}\rangle .}
In questa relazione, l'applicazione bilineare di sinistra è quella naturale definita precedentemente, mentre quella di destra è il prodotto scalare su {\displaystyle V}. Qualora si identifichi {\displaystyle V} e {\displaystyle V^{*}} in questo modo, anche queste due applicazioni bilineari risultano essere identificate.
Anche in questo caso, l'isomorfismo non è naturale, perché dipende dalla scelta di un prodotto scalare per {\displaystyle V}.

## Esempi
La base standard di {\displaystyle \mathbb {R} ^{2}} (il piano cartesiano) è:
{\displaystyle \{\mathbf {e} _{1},\mathbf {e} _{2}\}=\left\{{\begin{pmatrix}1\\0\end{pmatrix}},{\begin{pmatrix}0\\1\end{pmatrix}}\right\}}
mentre la base standard del suo duale {\displaystyle {\mathbb {R} ^{2}}^{*}} è:
{\displaystyle \{\mathbf {e} ^{1},\mathbf {e} ^{2}\}=\left\{{\begin{pmatrix}1&0\end{pmatrix}},{\begin{pmatrix}0&1\end{pmatrix}}\right\}.}
In tre dimensioni, per una data base {\displaystyle \{\mathbf {e} _{1},\mathbf {e} _{2},\mathbf {e} _{3}\}} si può trovare la base duale (o biortogonale) {\displaystyle \{\mathbf {e} ^{1},\mathbf {e} ^{2},\mathbf {e} ^{3}\}} con le formule:
{\displaystyle \mathbf {e} ^{1}=\left({\frac {\mathbf {e} _{2}\times \mathbf {e} _{3}}{V}}\right)^{T},\ \mathbf {e} ^{2}=\left({\frac {\mathbf {e} _{3}\times \mathbf {e} _{1}}{V}}\right)^{T},\ \mathbf {e} ^{3}=\left({\frac {\mathbf {e} _{1}\times \mathbf {e} _{2}}{V}}\right)^{T},}
dove l'apice {\displaystyle T} indica la trasposta e
{\displaystyle V=\det \left(\mathbf {e} _{1};\mathbf {e} _{2};\mathbf {e} _{3}\right)=\mathbf {e} _{1}\cdot (\mathbf {e} _{2}\times \mathbf {e} _{3})=\mathbf {e} _{2}\cdot (\mathbf {e} _{3}\times \mathbf {e} _{1})=\mathbf {e} _{3}\cdot (\mathbf {e} _{1}\times \mathbf {e} _{2})}
è il volume orientato del parallelepipedo formato dai vettori {\displaystyle \mathbf {e} _{1}}, {\displaystyle \mathbf {e} _{2}} e {\displaystyle \mathbf {e} _{3}}.